# Libelloides hispanicus
Libelloides hispanicus is een insect uit de familie van de vlinderhaften (Ascalaphidae), die tot de orde netvleugeligen (Neuroptera) behoort. 
Libelloides hispanicus is voor het eerst wetenschappelijk beschreven door Rambur in 1842.